# Projektor (zespół muzyczny)
Projektor – polska grupa muzyczna wykonująca hip-hop. Zespół powstał w 2001 roku z inicjatywy raperów Miuosha i Puq. Grupa zadebiutowała utworem pt. "Poprzez texture" zrealizowanym we współpracy z Rahimem. Utwór został opublikowany w Internecie.
2 kwietnia 2006 roku ukazał się pierwszy album zespołu pt. Miraż. Singlem promującym był utwór pt. "Nie poganiaj mnie", do którego teledysk zrealizowała Papaya Films. Dwa miesiące po premierze ukazał się drugi teledysk do utworu "Co zdobyte", który został wyprodukowany przez Maintain. 1 lipca tego samego roku ukazała się 12" płyta gramofonowa pt. Nie Poganiaj Mnie / Nie Chodzi O....
W 2011 zespół został rozwiązany.

## Dyskografia
Albumy
| Tytuł   | Dane dot. albumu                                    |
| ------- | --------------------------------------------------- |
| CD-N    | - Data: 2003 - Wydawca: brak (nielegal)             |
| Miraż   | - Data: 3 kwietnia 2006 - Wydawca: MaxFloRec        |
| Zakuad  | - Data: 1 listopada 2007 - Wydawca: brak (nielegal) |
| Remiraż | - Data: 26 czerwca 2011 - Wydawca: Fandango Records |

Single
| Tytuł                             | Rok  | Album |
| --------------------------------- | ---- | ----- |
| Nie poganiaj mnie/Nie chodzi o... | 2006 | Miraż |

Inne
| Album                                      | Rok  | Uwagi                                                                | Źródło |
| ------------------------------------------ | ---- | -------------------------------------------------------------------- | ------ |
| Pokahontaz - Receptura                     | 2005 | "Re'Trans'Misja" (gościnnie: Projektor)                              | [ 11 ] |
| Silesia na kradzionych bitach (kompilacja) | 2006 | Projektor - "To PeeRTe"                                              | [ 12 ] |
| Rahim - DynamoL                            | 2007 | "Uogień" (gościnnie: Projektor)                                      | [ 13 ] |
| DJ Cube - Forfiter                         | 2010 | "Forfiter 4" (gościnnie: Skorup, GrubSon, Waldemar Kasta, Projektor) | [ 14 ] |
| Pesante - Szablon                          | 2012 | "Bez kontrowersji" (gościnnie: Projektor, Textyl)                    | [ 15 ] |

## Teledyski
| Tytuł                                   | Rok  | Reżyseria/Realizacja | Album   | Źródło |
| --------------------------------------- | ---- | -------------------- | ------- | ------ |
| "Nie poganiaj mnie"                     | 2006 | —                    | Miraż   | [ 16 ] |
| "Co zdobyte" (gościnnie: Śliwka Tuitam) | 2006 | —                    | Miraż   | [ 17 ] |
| "Rewolucyjne Intro"                     | 2010 | TuNaDole Video       | Remiraż | [ 18 ] |
| "Hip-hop"                               | 2011 | TuNaDole Video       | Remiraż | [ 19 ] |